# سان فرانسیسکو پلازا (نیومکزیکو)
سان فرانسیسکو پلازا (به انگلیسی: San Francisco Plaza) یک منطقهٔ مسکونی در ایالات متحده آمریکا است که در شهرستان کترون، نیومکزیکو واقع شده‌است. سان فرانسیسکو پلازا ۰ نفر جمعیت دارد.